# Marquesado de González de Quirós
El Marquesado de González de Quirós es un título nobiliario napolitano concedido 1736 por el rey Carlos VII de Nápoles y V de Sicilia bajo la denominación de Marquesado de González, a favor de Vicente González Bassecourt por sus méritos al sostenimiento del rey en el trono de las Dos Sicilias.
El título pasó al Reino de España, adoptado como título del reino el 31 de octubre de 1885 reinando Alfonso XII bajo la denominación de Marquesado de González de Quirós, siendo el primer titular Luis Vallier y García-Alesson.

## Marqueses de González de Quirós
|                            | Titular                              | Periodo                    |
| Conversión por Alfonso XII | Conversión por Alfonso XII           | Conversión por Alfonso XII |
| -------------------------- | ------------------------------------ | -------------------------- |
| I                          | Luis Vallier García-Alesson          | 1885-1952                  |
| II                         | Mª de la Concepción Vallier y Trenor | 1952-1982                  |
| III                        | Mª Dolores Vallier y Trenor          | 1982-2004                  |
| IV                         | Mª Luisa Vallier Manso de Zúñiga     | 2000-2016                  |
| V                          | Andrés García de la Riva y Vallier   | 2016-actualidad            |

## Historia de los marqueses de González de Quirós
- Luis Vallier García-Alesson (Valencia 1867),[1] I marqués de González de Quirós, Gentilhombre de Cámara de S.M., Senador del Reino[2] por Valencia. Su hermana Dolores Vallier y García Alesson estaba casada con elmarqués de la Vega de Valencia. Propietario de la casa de los marqueses de González de Quirós[3][4] en Valencia. Casó con Mª del Carmen Trénor y Palavicino (1868-1908)Tuvo cuatro hijas, dos de ellas ostentaron el título oficialmente, si bien las otras dos lo utilizaron extraoficialmente.[5]

- - Mª del Carmen Vallier y Trenor. Casó con Rafael Montiel y Balanzat,[6] ingeniero de caminos, canales y puertos. Descendiente de Ignacio Balanzat D´Orbay y de los marqueses de Casa Cagigal.
  - Mª de la Concepción Vallier y Trénor, II marquesa de González de Quirós. Soltera, sin sucesión.
  - Mª Dolores Vallier y Trénor, III marquesa de González de Quirós.[7][8] Casó con Rafael García Ciudad y Reig.[9][10] Sin sucesión.
  - María Vallier y Trénor. Soltera, sin sucesión
  - Isabel Vallier y Trénor.[11] Casada con Joaquín Guinea y Guinea, ingeniero de caminos, canales y puertos.[12]

Le sucedió su prima:
- Mª Luisa Vallier Manso de Zúñiga, IV marquesa de González de Quirós.[13]

Le sucedió su hijo:
- Andrés García de la Riva y Vallier, V marqués de González de Quirós.[14]